# Ivan Babușkin
Ivan Vasilievici Babușkin (în rusă Иван Васильевич Бабушкин, n. 3/15 ianuarie 1873, Ledengskoe⁠(d), Totma Uyezd⁠(d), RSFS Rusă, URSS – d. 5/18 ianuarie 1906, Mîsovsk, Zabaikalskaia oblast⁠(d), Imperiul Rus) a fost un muncitor revoluționar bolșevic rus.
A fost membru activ al Uniunii de Luptă pentru eliberarea clasei muncitoare din Sankt Petersburg (1895) și conducător al Uniunii de luptă pentru eliberarea clasei muncitoare din Ekaterinoslav (azi: Dnipro) (1897).
În timpul Revoluției ruse din 1905 a fost unul dintre organizatorii insurecției armate din orașul Cita.
A fost împușcat de poliția secretă Ohrana a Imperiului Țarist.
În memoria sa, orașul Mîsovsk (Мысовск), aflat astăzi în Buriația, în 1941, a fost redenumit Babușkin și aici s-a amenajat și un muzeu dedicat vieții și activității lui.
1. ↑  Istoriceskaia iențiklopedia Sibiri